# Rubus erythrocomos
Rubus erythrocomos är en rosväxtart som beskrevs av Gottlieb Braun. Rubus erythrocomos ingår i släktet rubusar, och familjen rosväxter. Inga underarter finns listade i Catalogue of Life.